# Fort Osage

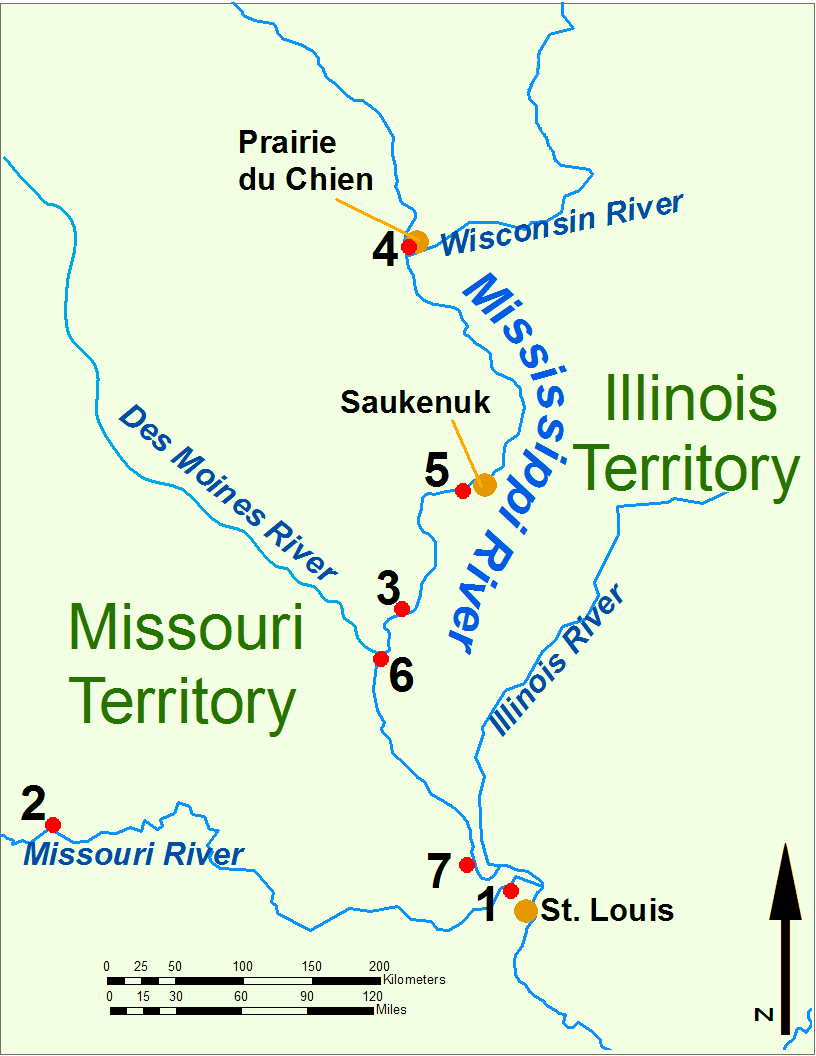
Oberlauf des Mississippi während des Britisch-Amerikanischen Kriegs 1812. 1: Fort Belle Fontaine, US-Hauptquartier; 2: Fort Osage, aufgegeben 1813; 3: Fort Madison, besiegt 1813; 4: Fort Shelby, besiegt 1814; 5: Battle of Rock Island Rapids, Juli 1814, und Battle of Credit Island, September 1814; 6: Fort Johnson, aufgegeben 1814; 7: Fort Cap au Gris und Battle of the Sink Hole, Mai 1815.

Fort Osage (auch bekannt als Fort Clark oder Fort Sibley) war im frühen 19. Jahrhundert ein Handelsposten (Faktorei), der von der Regierung der Vereinigten Staaten im Westen des heutigen Bundesstaates Missouri an der damaligen Westgrenze der Vereinigten Staaten betrieben wurde. Der Posten befand sich im heutigen Sibley (Missouri). Der Vertrag von Fort Clark, der 1808 mit Vertretern des Stammes der Osage unterzeichnet wurde, verpflichtete die Vereinigten Staaten, Fort Osage als Handelsposten zu errichten und die Osage vor Stammesfeinden zu schützen.
Fort Osage war eines von drei Forts, die von der US-Armee errichtet wurden, um die neu erworbenen Gebiete von Louisiana westlich des Mississippi zu schützen. Fort Madison in Iowa wurde gebaut, um den Handel zu kontrollieren und die amerikanischen Ureinwohner in der Region des oberen Mississippi zu befrieden. Fort Belle Fontaine in der Nähe von St. Louis kontrollierte die Mündung des Missouri in den Mississippi.
Fort Osage wurde 1813 aufgegeben, 1815 aber wieder in Betrieb genommen. In den 1820er Jahren wurde der Betrieb endgültig eingestellt, da die Osage in späteren Verträgen den Rest ihres Landes in Missouri an die Vereinigten Staaten abgetreten hatten. Eine Nachbildung des Forts wurde zwischen 1948 und 1961 am ursprünglichen Standort errichtet.